# 바이올린 소나타 3번 (베토벤)
《바이올린 소나타 3번 내림마장조, 작품 번호 12-3》은 루트비히 판 베토벤의 세 개의 바이올린 소나타, 작품 번호 12 세트 중 세 번째 작품이다.

## 작곡
베토벤 초고 연구 분야의 선구자인 구스타프 노테봄은 세 개의 작품으로 구성된 작품 번호 12의 두 번째 소나타가 1795년에 작곡이 시작되었다고 제안했지만, 최근 연구에 따르면 세 개의 소나타, 모두 1797년에서 1798년 사이에 작곡된 것으로 밝혀졌다.

## 출판 및 헌정
바이올린 소나타 3번이 포함된 소나타 세트는 1799년 Tre Sonate by il Clavicembalo o Forte-Piano con un Violino ("바이올린과 함께 하프시코드 또는 포르테피아노에 의해 연주되는 세 개의 소나타")라는 제목으로 빈의 아르타리아를 통해 출판되었다. 베토벤은 압도적으로 온화한 성질의 아름다움을 지니고 있는 이 소나타 세트를 그의 스승 안토니오 살리에리에게 헌정했다. 아마도 그의 스승이 그의 경력을 더 증진시킬 수 있기를 바라는 마음이 곁들여 졌을 것이라고 여겨진다. (베토벤은 살리에리가 모차르트를 독살했다는 추측에 관한 이야기를 들었을 때 분개하며 그 개념을 무시했었다.)

## 음악
내림마장조는 세 개의 소나타 중에서 가장 웅대하고 자유로운 표현력을 지녔다.

## 악장 구성
이 소나타는 세 개의 악장으로 구성되며, 전체 연주 시간은 약 19분 정도가 걸린다.

### 1악장. 알레그로 콘 스피리토 (내림마장조)
4/4 박자, 소나타 형식, 연주 시간은 8분 10초 정도이다.
에너지의 회오리 바람에서 시작되는 첫 번째 악장은 동적, 음역 및 화성의 놀라운 변화로 가득 차 있으며, 주선율인 바이올린에 비해 피아노의 역할이 자유롭고 두드러진다.

### 2악장. 아다지오 콘 몰타 에스프레시오네 (다장조)
3/4 박자, 세도막 형식, 제3변주는 가단조, 연주 시간은 6분 20초 정도이다.
이 악장은 이 소나타의 순회에서 우리가 만나는 첫 번째 아다지오이며, 초기 베토벤의 음악에서 가장 훌륭한 느린 악장 중 하나이다. 아브라함 로프트는 이 악장에 대해 "우아한 멜로디와 화려한 턴과 룰라드와 함께 시간을 초월한 평온함 ... 향기나는 아름다운 꽃다발"의 음악이라고 말했다.

### 3악장. 론도: 알레그로 몰토 (내림마장조)
2/4 박자, 론도, 연주 시간은 4분 20초 정도이다.
평온함은 경쾌한 피날레인 론도: 알레그로 몰토에 의해 사라진다. 초기 주제는 반복음의 음형에 의해 시작되며, 음악적 웃음이 뒤따르는 대부분의 것을 뒷받침한다. 예기치 않게 중간 부분이 두 악기 간의 대화와 함께 단조 모드에 들어가 변조되지만, 이것은 곧 또 다른 놀라운 변화 - 주요 주제를 벗어나 짧은 최종 코다로 바로 이어지는 푸가 치료 - 에 의해 사라지게 된다.

## 같이 보기
- 베토벤의 바이올린 소나타
- 바이올린 소나타 1-3번, 작품 번호 12 (베토벤)
- 바이올린 소나타 1번 (베토벤)
- 바이올린 소나타 3번 (베토벤)

## 참고 문헌
- CD 박스 세트 베토벤, 슈만, 브람스-바이올린 소나타와 함께 제공되는 소책자. 도이치 그라모폰 프로덕션 (유니버설), 2003.
- Harenberg 문화 가이드 실내악. Brockhaus, Mannheim 2008, ISBN 978-3-411-07093-0
- Jürgen Heidrich : 바이올린 소나타에서 : 베토벤 설명서. Bärenreiter, Kassel 2009, ISBN 978-3476021533. 466-475 쪽.
- “바이올린과 피아노를 위한 소나타 3번 설명”. 《Allmusic》 (영어). 2020년 12월 27일에 확인함.